# Le Bourreau de Venise (film, 1963)
Pour les articles homonymes, voir Le Bourreau de Venise.
Pour plus de détails, voir Fiche technique et Distribution.
Le Bourreau de Venise (Il boia di Venezia) est un film italien réalisé par Luigi Capuano, sorti en 1964.

## Synopsis
En 1645, à Venise , le doge Giovanni Bembo, âgé et souffrant d'une maladie cardiaque et le Grand Inquisiteur Rodrigo Zeno, ennemis acharnés, s'affrontent sans merci. Une découverte sensationnelle influence le sort de la dispute lorsque Sandrigo Bembo, fils supposé du doge, est en réalité le fils du bourreau Guarneri, un pirate du Nouveau Monde qui s'est rangé du côté de l'inquisiteur pour se venger du doge, qu'il croit être le meurtrier de son fils.
Profitant de cette découverte, l'inquisiteur fait un coup d'état et dépose Bembo ; de plus, comme il est amoureux de Leonora Manin, la fiancée de Sandrigo, avec un faux témoignage, il obtient l'arrestation du jeune homme et sa condamnation à mort le jour de la célébration du mariage, offrant l'exécution à Guarneri, le père sans méfiance du garçon. Mais Sandrigo parvient à échapper à la potence et, avec son père, qui entre-temps l'a reconnu, revient à la rescousse : l'Inquisiteur finit par être décapité par le bourreau Guarneri.

## Fiche technique
- Titre original : Il boia di venezia
- Titre français : Le bourreau de venise
- Réalisation : Luigi Capuano
- Sujet : Ottavio Poggi
- Scénario : Arpad De Riso et Luigi Capuano
- Genre : aventure, action, pirates
- Décors : Giancarlo Bertolini Salimbeni
- Maquillage : Eligio Trani
- Images : Alvaro Mancori
- Format : Totalscope, Eastmancolor, 2,35:1
- Montage : Antonietta Zita
- Durée : 89 minutes
- Musique : Carlo Rustichelli
- Société de production : Liber film (Rome)
- Distribution en France : Le Comptoir Français du Film
- Pays d'origine :  Italie
- Dates de sortie :
  - Italie : 20 septembre 1963
  - France : 4 aout 1964

## Distribution
- Lex Barker  (VF : Jacques Toja) : Sandrigo Bembo
- Guy Madison  (VF:Roger Rudel): Roderigo zeno
- Mario Petri  (VF : Claude Bertrand) : le bourreau Guarnieri
- Alessandra Panaro  (VF : Jany Clair) : Leonora Darin
- Alberto Farnese : Michele Arca
- Franco Fantasia (VF : Jacques Deschamps) : Pietro
- Giulio Marchetti  (VF : Jean Berton) : Bartolo
- Feodor Chaliapin  (VF : Raymond Rognoni) : le doge Bembo
- Gianni Barta  (VF : Gérard Férat) : Leonardo
- Giulio Maculani : Corrado
- Attilio Severini : Benego Zanin
- Raf Baldassarre : Grimaldi
- Mirella Maravidi (sous le pseudo de Mirella Roxy)[réf. nécessaire] : Esmeralda
- Maria Tocinoski : la sœur
- Bruno Arie
- Vincenzo Maggio
- Farnese Poggi Giulia
- Romano Giomini